# فن سرویس
فن سرویس (ファンサービス fan sābisu), خدمت به طرفداران  اصطلاحی است که به بخشی از یک اثر داستانی اشاره می‌کند که عامدا برای راضی کردن طرفداران اضافه شده‌است. این بخش‌ها اکثرا به صورت نمایش برهنگی یا صحنه‌های اروتیک هستند. این اصطلاح در ژاپن و خرده‌فرهنگ انیمه و مانگا ریشه دارد اما در دیگر زبان‌ها و مدیاهای دیگر نیز استفاده می‌شود. 

ویکی‌پ-تان، تجسمی از ویکی‌پدیا ، که با لباس شنا به تصویر کشیده شده است، نمونه‌ای معمول از «فن سرویس» است.

وقتی انیمه و مانگا توسط شرکت‌های آمریکایی به انگلیسی ترجمه می‌شدند، اثر اصلی اغلب ویرایش می‌شد تا برخی از فن‌سرویس‌ها حذف شود تا مخاطبان آمریکایی مناسب‌تر باشد. مایک تاتسوگاوا عقیده دارد این تغییرات را به خاطر تفاوت فرهنگی ژاپن و ایالات متحده انجام می‌شده‌است.